# Motley County
Motley County je okres ve státě Texas v USA. K roku 2010 zde žilo 1 210 obyvatel. Správním městem okresu je Matador. Celková rozloha okresu činí 2 564 km².